# ベルト・ド・ブロワ
ベルト・ド・ブロワ（フランス語：Berthe de Blois, 1005年ごろ - 1080年ごろ）は、ブルターニュ公アラン3世妃。

## 生涯
ベルトはブロワ伯ウード2世とエルマンガルド・ドーヴェルニュの娘である。1029年、ブルターニュ公アラン3世と結婚した。1040年にアラン3世が死去し、ベルトはメーヌ伯ユーグ4世と再婚した。

## 子女
ブルターニュ公アラン3世との間に以下の子女をもうけた。
- コナン2世（1033年頃 - 1066年）[4] - ブルターニュ公
- アヴォワーズ（1037年頃 - 1072年）[5] - ブルターニュ女公

メーヌ伯ユーグ4世との間に以下の子女をもうけた。
- エルベール2世（1047年 - 1062年）[6] - メーヌ伯
- マルグリット（1045年 - 1063年） - ロベール2世と婚約[6]